# Atletica leggera ai Giochi della XX Olimpiade - 1500 metri piani femminili

Video della Finale

Video della Finale (Paola Pigni commenta la sua gara)

I 1500 metri piani hanno fatto parte del programma femminile di atletica leggera ai Giochi della XX Olimpiade. La competizione si è svolta nei giorni 4-9 settembre 1972 allo Stadio olimpico di Monaco.

## Presenze ed assenze delle campionesse in carica
| Competizione      | Atleta                      | Prestazione                 | Monaco 1972                 |                             |
| ----------------- | --------------------------- | --------------------------- | --------------------------- | --------------------------- |
| Olimpiadi 1968    | Prima apparizione ai Giochi | Prima apparizione ai Giochi | Prima apparizione ai Giochi | Prima apparizione ai Giochi |
| Commonwealth 1970 | Rita Ridley                 | 4'18”8                      | Non selez.                  |                             |
| Asiatici 1970     | Hana Shezifi                | 4'25”1                      | Assente                     |                             |
| Europei 1971      | Karin Burneleit             | 4'09”6                      | Presente                    |                             |

Durante la stagione la sovietica Ljudmila Bragina stabilisce il nuovo record del mondo con 4'06”9.

## La gara
Il 18 luglio a Mosca la sovietica Ljudmila Bragina ha abbassato in un solo colpo il limite mondiale di 2"7.

A Monaco la sovietica non si risparmia e già in batteria stabilisce il nuovo record mondiale: 4'06"47. In semifinale si migliora ancora e vince in 4'05"07. La statunitense Francie Larrieu, giovane vincitrice dei Trials, giunge staccata di dieci secondi e viene eliminata. L'altra semifinale viene vinta da Tamara Pangelova, sovietica come la Bragina. 
In finale Ljudmila Bragina cambia tattica: lascia che siano le altre a guidare e resta nel gruppo. Ai 700 metri aumenta il ritmo, passa in testa e stacca tutte con decisione. Vince largamente stabilendo per la terza volta il record del mondo, migliorandosi addirittura di 4 secondi. Per la piazza d'onore si accende un duello tra la tedesca Est Gunhild Hoffmeister e Paola Pigni. Le due atlete giungono quasi appaiate sul traguardo, con la tedesca che è seconda per un solo decimo di secondo.

## Risultati

### Turni eliminatori
| 4 Batterie   | 4 settembre | 38 iscritte    | Si qualificano le prime 2 + i 2 migliori tempi. |
| 2 Semifinali | 7 settembre | 9 + 9          | Si qualificano le prime 4 + i 2 migliori tempi. |
| Finale       | 9 settembre | 10 concorrenti |                                                 |

### Batterie
| Pos. | Atleta               | Nazione          | Tempo   | Nota |
| ---- | -------------------- | ---------------- | ------- | ---- |
| 1    | Ljudmila Bragina     | Unione Sovietica | 4'06"47 | Q    |
| 2    | Glenda Reiser        | Canada           | 4'06"71 | Q    |
| 3    | Ilja Keizer-Laman    | Paesi Bassi      | 4'08"00 | Q    |
| 4    | Jenny Orr            | Australia        | 4'08"06 | Q    |
| 5    | Jaroslava Jehličková | Cecoslovacchia   | 4'08"39 | q    |
| 6    | Christa Merten       | Germania Ovest   | 4'12"60 |      |
| 7    | Joan Page-Allison    | Gran Bretagna    | 4'14"89 |      |
| 8    | Marijke Moser        | Svizzera         | 4'24"94 |      |
| 9    | Lee Chiu-Hsia        | Taiwan           | 4'37"15 |      |

| Pos. | Atleta                    | Nazione        | Tempo   | Nota |
| ---- | ------------------------- | -------------- | ------- | ---- |
| 1    | Paola Pigni               | Italia         | 4'09"53 | Q    |
| 2    | Vasilena Amzina           | Bulgaria       | 4'12"85 | Q    |
| 3    | Berny Boxem-Lenferink     | Paesi Bassi    | 4'13"83 | Q    |
| 4    | Francie Kraker            | Stati Uniti    | 4'14"73 | Q    |
| 5    | Thelma Wright             | Canada         | 4'15"43 |      |
| 6    | Grete Waitz               | Norvegia       | 4'16"00 |      |
| 7    | Sára Szenteleki-Ligetkuti | Ungheria       | 4'16"08 |      |
| 8    | Gerda Ranz                | Germania Ovest | 4'18"60 |      |
| 9    | Vera Nikolić              | Jugoslavia     | 4'23"36 |      |

| Pos. | Atleta                | Nazione          | Tempo   | Nota |
| ---- | --------------------- | ---------------- | ------- | ---- |
| 1    | Tamara Pangelova      | Unione Sovietica | 4'10"75 | Q    |
| 2    | Karin Krebs           | Germania Est     | 4'10"83 | Q    |
| 3    | Francie Larrieu-Smith | Stati Uniti      | 4'11"18 | Q    |
| 4    | Joyce Smith           | Gran Bretagna    | 4'11"27 | Q    |
| 5    | Inger Knutsson        | Svezia           | 4'11"32 | q    |
| 6    | Mary Tracey-Purcell   | Irlanda          | 4'16"43 |      |
| 7    | Sinikka Tyynelä       | Finlandia        | 4'21"40 |      |
| 8    | Emesia Chizunga       | Malawi           | 4'41"47 |      |
| -    | Magdolna Kulcsár      | Ungheria         |         | Rit. |

| Pos. | Atleta                | Nazione          | Tempo   | Nota |
| ---- | --------------------- | ---------------- | ------- | ---- |
| 1    | Ellen Tittel-Wellmann | Germania Ovest   | 4'12"12 | Q    |
| 2    | Gunhild Hoffmeister   | Germania Est     | 4'12"80 | Q    |
| 3    | Sheila Taylor         | Gran Bretagna    | 4'13"01 | Q    |
| 4    | Wenche Sørum          | Norvegia         | 4'14"10 | Q    |
| 5    | Tonka Petrova         | Bulgaria         | 4'14"95 |      |
| 6    | Anne-Marie Nenzell    | Svezia           | 4'16"67 |      |
| 7    | Margrit Hess          | Svizzera         | 4'19"67 |      |
| 8    | Tamara Kazachkova     | Unione Sovietica | 4'20"15 |      |
| 9    | Chereno Maiyo         | Kenya            | 4'20"9  |      |

### Semifinali
| Pos. | Atleta              | Nazione          | Tempo   | Nota |
| ---- | ------------------- | ---------------- | ------- | ---- |
| 1    | Tamara Pangelova    | Unione Sovietica | 4'07"66 | Q    |
| 2    | Paola Pigni         | Italia           | 4'07"83 | Q    |
| 3    | Gunhild Hoffmeister | Germania Est     | 4'07"94 | Q    |
| 4    | Ilja Keizer-Laman   | Paesi Bassi      | 4'08"25 | Q    |
| 5    | Vasilena Amzina     | Bulgaria         | 4'09"12 |      |
| 6    | Joyce Smith         | Gran Bretagna    | 4'09"37 |      |
| 7    | Glenda Reiser       | Canada           | 4'09"51 |      |
| 8    | Francie Kraker      | Stati Uniti      | 4'12"76 |      |
| 9    | Inger Knutsson      | Svezia           | 4'14"97 |      |

| Pos. | Atleta                | Nazione          | Tempo   | Nota |
| ---- | --------------------- | ---------------- | ------- | ---- |
| 1    | Ljudmila Bragina      | Unione Sovietica | 4'05"07 | Q    |
| 2    | Karin Krebs           | Germania Est     | 4'05"78 | Q    |
| 3    | Ellen Tittel-Wellmann | Germania Ovest   | 4'06"65 | Q    |
| 4    | Sheila Taylor         | Gran Bretagna    | 4'07"41 | Q    |
| 5    | Berny Boxem-Lenferink | Paesi Bassi      | 4'08"81 | q    |
| 6    | Jenny Orr             | Australia        | 4'08"86 | q    |
| 7    | Wenche Sørum          | Norvegia         | 4'09"70 |      |
| 8    | Francie Larrieu-Smith | Stati Uniti      | 4'15"26 |      |
| 9    | Jaroslava Jehličková  | Cecoslovacchia   | 4'18"16 |      |

### Finale
| Pos.    | Atleta                | Età | Nazione          | Tempo   | Nota            |
| ------- | --------------------- | --- | ---------------- | ------- | --------------- |
| Oro     | Ljudmila Bragina      | 29  | Unione Sovietica | 4'01"38 | Record mondiale |
| Argento | Gunhild Hoffmeister   | 28  | Germania Est     | 4'02"83 |                 |
| Bronzo  | Paola Pigni           | 26  | Italia           | 4'02"85 |                 |
| 4       | Karin Krebs           | 29  | Germania Est     | 4'04"11 |                 |
| 5       | Sheila Taylor         | 26  | Gran Bretagna    | 4'04"81 |                 |
| 6       | Ilja Keizer-Laman     | 28  | Paesi Bassi      | 4'05"13 |                 |
| 7       | Tamara Pangelova      | 29  | Unione Sovietica | 4'06"45 |                 |
| 8       | Jenny Orr             | 19  | Australia        | 4'12"15 |                 |
| 9       | Berny Boxem-Lenferink | 24  | Paesi Bassi      | 4'13"10 |                 |
| -       | Vasilena Amzina       | 30  | Bulgaria         |         | NP              |